# 파라돌리옵시스 하르비소니
파라돌리옵시스 하르비소니(Paradoliopsis harbisoni)는 탈리아강 돌리올룸목에 속하는 피낭동물의 일종이다. 파라돌리옵시스과(Paradoliopsidae)와 파라돌리옵시스속(Paradoliopsis)의 유일종이다.